# Charoit
Das Mineral Charoit (auch Tscharoit oder Čaroit) ist ein selten vorkommendes Kettensilikat aus der Mineralklasse der Silicate. Es kristallisiert im monoklinen Kristallsystem mit der allgemeinen, chemischen Zusammensetzung (K,Na)5(Ca,Ba,Sr)8[(OH,F)|Si6O16|(Si6O15)2] · n H2O. Die in den runden Klammern angegebenen Elemente Kalium, Natrium, Calcium, Barium und Strontium sowie innerhalb der eckigen Klammer das Hydroxidion und Fluor können sich in der Formel jeweils gegenseitig vertreten (Substitution, Diadochie), stehen jedoch immer im selben Mengenverhältnis zu den anderen Bestandteilen des Minerals.
Charoit entwickelt durchscheinende bis undurchsichtige, massige oder faserige Aggregate in violetter und weißer Streifung, wobei die Streifen ineinander verwirbelt sind und mitunter dunkle Einschlüsse enthalten kann. Charoit ist als Schmuckstein hoch begehrt.

## Etymologie und Geschichte

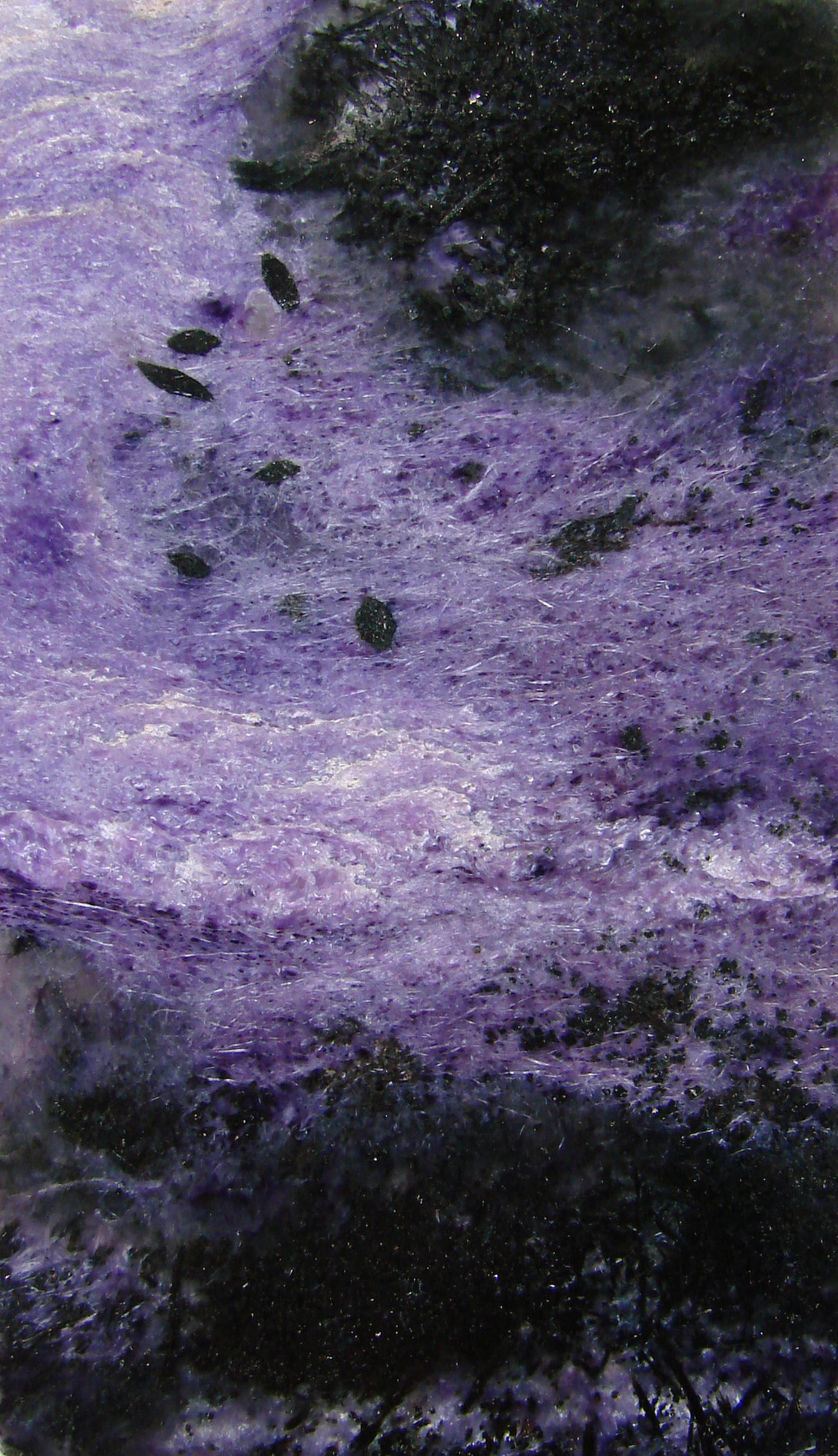
Polierte Charoit-Tafel, Höhe: 8,5 cm

Violette Gesteine in Form von Blöcken wurden im Gebiet des Flusses Tschara erstmals 1948 entdeckt und irrtümlicherweise als Cummingtonit-Schiefer beschrieben (Cummingtonit ist ein Magnesium-Eisen-Silikat; Charoit und die begleitenden Minerale enthalten jedoch kein Magnesium).
In den 1960er Jahren entdeckte das Irkutsker Geologenehepaar Rogow die eigentliche Lagerstätte im Bereich der Wasserscheide zwischen der Tschara und ihrem Nebenfluss Tokko. In den 1970er Jahren wurde die Lagerstätte detailliert untersucht und 1976 das Mineral beschrieben. Die Erstbeschreibung erfolgte durch W. P. Rogowa, Ju. G. Rogow, W. A. Driz und N. N. Kusnezowa, die das Mineral nach dessen Typlokalität Tschara (russisch Чара, englisch Chara) benannten. Das Mineralogenteam reichte seine Untersuchungsergebnisse und den gewählten Namen 1977 zur Prüfung bei der International Mineralogical Association ein (interne Eingangs-Nr. der IMA: 1977-019), die den Charoit als eigenständige Mineralart anerkannte. Die Publikation der Erstbeschreibung sowie der Mineral-Anerkennung folgten im Jahr darauf im russischen Fachmagazin Записки Всесоюзного Минералогического Общества [Sapiski Wsessojusnogo Mineralogitscheskogo Obschtschestwa] und im englischen Fachmagazin American Mineralogist.

## Klassifikation
Da der Charoit erst 1977 als eigenständiges Mineral anerkannt und dies erst 1978 publiziert wurde, ist er in der ebenfalls 1977 letztmals aktualisierten 8. Auflage der Mineralsystematik nach Strunz noch nicht verzeichnet. Einzig im zuletzt 2018 überarbeiteten und aktualisierten Lapis-Mineralienverzeichnis nach Stefan Weiß, das sich aus Rücksicht auf private Sammler und institutionelle Sammlungen noch nach dieser alten Form der Systematik von Karl Hugo Strunz richtet, erhielt das Mineral die System- und Mineral-Nr. VIII/F.35-50. In der „Lapis-Systematik“ entspricht dies der Klasse der „Silikate und Germanate“ und dort der Abteilung „Kettensilikate und Bandsilikate“, wo Charoit zusammen mit Canasit, Eveslogit, Fluorcanasit, Frankamenit, Miserit und Yuksporit eine eigenständige, aber unbenannte Gruppe bildet.
Die seit 2001 gültige und von der IMA zuletzt 2009 aktualisierte 9. Auflage der Strunz’schen Mineralsystematik ordnet den Charoit ebenfalls in die Abteilung der „Ketten- und Bandsilikate (Inosilikate)“ ein. Diese ist allerdings weiter unterteilt nach der Struktur der Kettenbildung, so dass das Mineral entsprechend seinem Aufbau in der Unterabteilung „Ketten- und Bandsilikate mit 3-periodischen Einfach- und Mehrfachketten“ zu finden ist, wo es als einziges Mitglied die unbenannte Gruppe 9.DG.92 bildet.
Auch die vorwiegend im englischen Sprachraum gebräuchliche Systematik der Minerale nach Dana ordnet den Charoit in die Klasse der „Silikate und Germanate“, dort allerdings in die Abteilung der „Kettensilikate: Säulen- oder Röhren-Strukturen“ ein. Hier ist er zusammen mit Narsarsukit und Caysichit-(Y) in der Gruppe „Doppelt gekröpfte Ketten“ mit der System-Nr. 70.01.02 innerhalb der Unterabteilung „Kettensilikate: Säulen- oder Röhren-Strukturen mit säulenartigen Silikateinheiten“ zu finden.

## Bildung und Fundorte
Charoit bildet sich hydrothermal in vulkanischen Gesteinen. Begleitet wird es von verschiedensten Mineralen wie Aegirin, Feldspaten, Nephelin, Quarz und anderen.
Typlokalität ist das Gebiet des bis 1452 Meter hohen Murunmassivs (Lage) an der Grenze zwischen den russischen Verwaltungseinheiten Oblast Irkutsk, Republik Sacha (Jakutien) und Region Transbaikalien. Es erstreckt sich etwa 70 Kilometer südöstlich des an der Mündung der Schuja in die Tschara gelegenen Dorfes Tschara (auch Ust-Schuja) bzw. 40 Kilometer westlich der Siedlung städtischen Typs Torgo, am gleichnamigen Nebenfluss des Tokko im Rajon Oljokminsk gelegen.
Dies ist praktisch der einzige Fundort, insbesondere im östlichen Teil des Massivs. Auf der Sirenewy Kamen (Fliederfarbener Fels) genannten Lagerstätte ist die jährliche Förderung von 100 Tonnen zugelassen. Der Export aus Russland ist theoretisch nur in bearbeiteter Form erlaubt.

## Kristallstruktur
Charoit kristallisiert monoklin in der Raumgruppe P21/m (Raumgruppen-Nr. 11) mit den Gitterparametern a = 32,11 Å; b = 19,77 Å; c = 7,23 Å und β = 95,85° sowie 2 Formeleinheiten pro Elementarzelle.

## Verwendung
Charoit findet ausschließlich Verwendung als Schmuckstein, entweder für Schmuckstücke oder Skulpturen. Es besteht Verwechslungsmöglichkeit mit Amethyst.
Das Mineral diente im Jahr 2000 zudem als Vorlage für eine russische Briefmarke in der Serie „300. Jahrestag des Bergbau- und Geologischen Dienstes Russlands. Mineralien“ im Wert von einem Rubel.

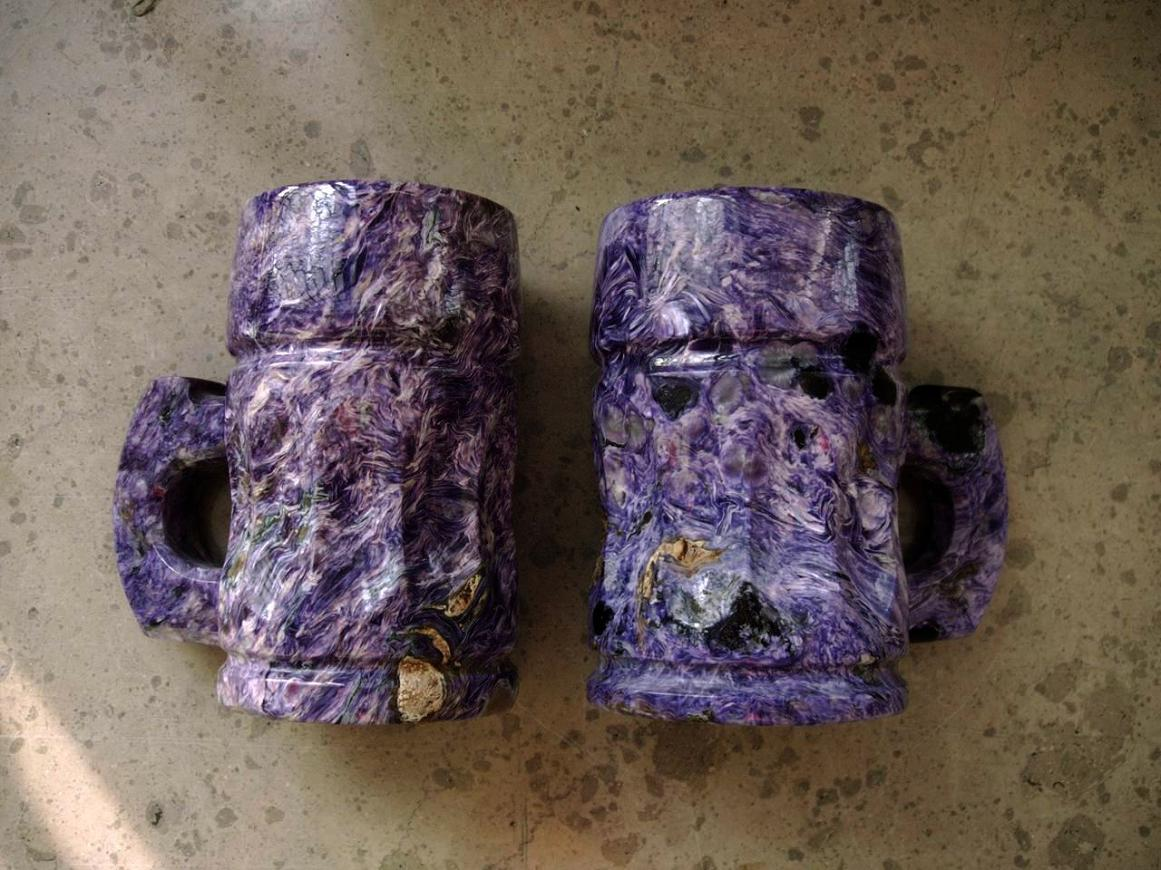
Becher aus Charoit
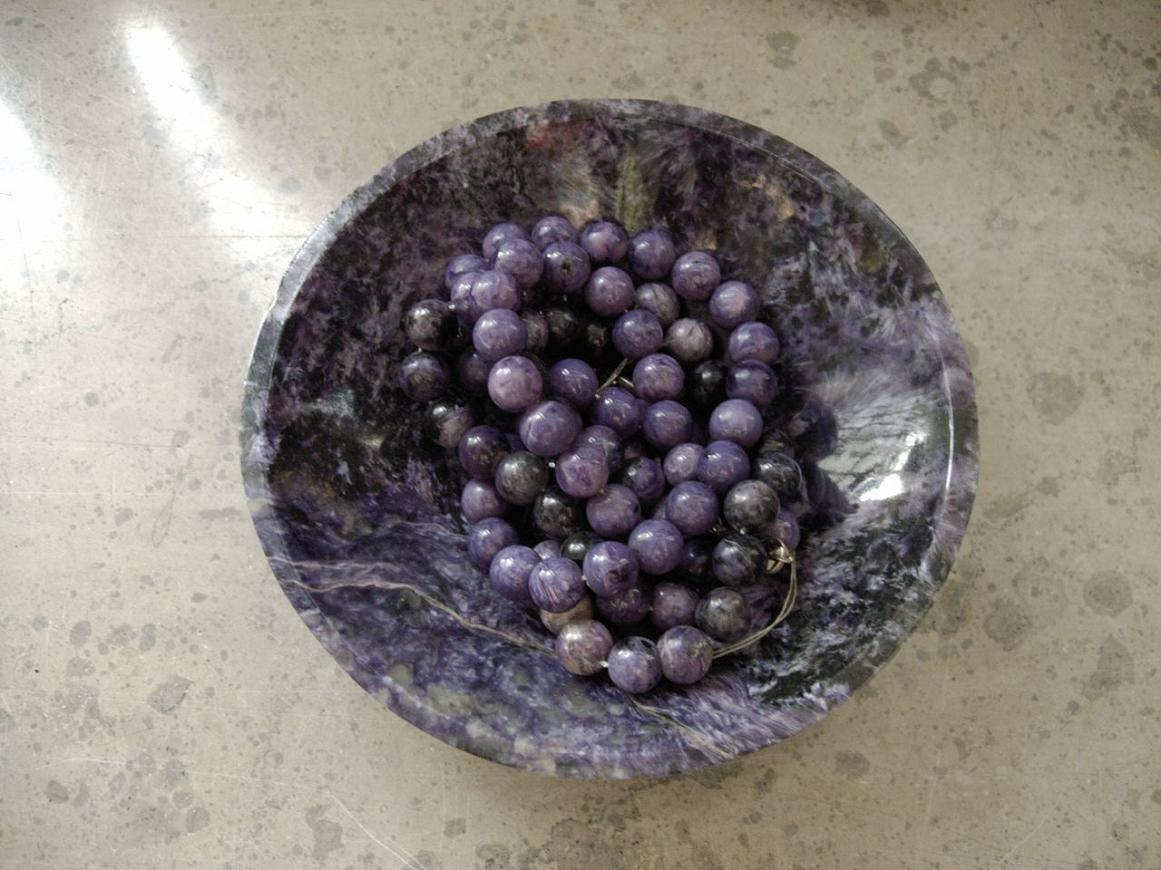
Schale und Perlenkette aus Charoit
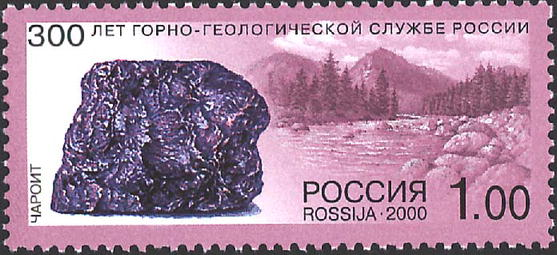
Russische Briefmarke mit Charoit-Abbildung